# ایوان اگیلار
ایوان اگیلار (انگلیسی: Iván Aguilar؛ زادهٔ ۱۲ ژوئن ۱۹۹۱) بازیکن فوتبال اهل اسپانیا است.
از باشگاه‌هایی که در آن بازی کرده‌است می‌توان به باشگاه خیمناستیک تاراگونا و باشگاه فوتبال خرز اشاره کرد.